# Мальчик-оборотень и волшебный автобус
«Мальчик-оборотень и волшебный автобус» (нидерл. De Griezelbus, англ. The Horror Bus) — голландский детский приключенческий фильм ужасов 2005 года, режиссёра Питера Койперса. Основан на серии книг Пола ван Лона, на русском языке вышел спустя 2 года.

## Сюжет
Онновал — несчастливый мальчик. Мать его не любит, а отец всё время занят в своей рок-группе, играет на бас-гитаре. Он влюблён в свою одноклассницу Лизалору и на этой почве постоянно терпит издевательства хулигана Джино. Но однажды класс посещает писатель Нол ван Пул и рассказывает историю о таинственном Ферлюцие. Тогда Онновал пишет историю о том, как класс отправляется на экскурсию в парк ужасов и Джино убивает граф Влапоно, вампир. Благодаря тёмной магии Ферлюция то, что написал Онновал, начинает происходить в реальности и теперь мальчику нужно переписать конец своей истории.

## Актёры
- Серж Прайс — Онновал
- Джим ван дер Панне — Джино
- Лиза Смит — Лизалора
- Виллем Нихолт — граф Влапоно
- Анжела Схяйф — сестра Урсула
- Ромийн Конен — Мастер
- Том Янсен — Нол ван Пул
- Теу Боерманс — Носок
- Фред Гуссен — Ферлюций
- Сильвия Порта — Герда
- Эдо Бруннер — шофёр автобуса

## Информация о фильме
- Имена героев построены на анаграммах: Ферлюций — анаграмма к Люцифер, Влапоно — анаграмма к имени Онновал, имя же самого главного героя происходит от фамилии автора книги — Пауль ван Лон.
- Награды: специальный приз Чикагского международного фестиваля детского кино[1], «золотой фильм» на Нидерландском фестивале[2].